# Церковь Воскресения Словущего (Васильевское)
Церковь Воскресения Словущего (Воскресенский храм) — православный храм Рузского благочиния Московской епархии, расположенный в деревне Васильевское Рузского района Московской области.

## История
Воскресенская церковь в селе, на месте более древней, была выстроена на средства сподвижника Петра I, думного дьяка Емельяна Игнатьевича Украинцева, в 1702—1706 годах. В 1764 году был устроен придел Владимирской иконы Божией Матери, во второй половине XIX века — Онуфрия Великого и Петра Афонского, также к храму была приписана часовня в деревне Крюковой, на 1850 год в селе имелась богадельня.
Последний священник храма перед закрытием, протоиерей Николай Виноградов, был арестован в 1937 году и репрессирован, ныне он причислен к лику новомучеников и исповедников Российских.
После его ареста в 1937 году храм на был закрыт, в нём находились токарное производство, зернохранилище, ледник для хранения молока, во время войны была взорвана колокольня, пострадала трапезная. В 1970-е годы, при съемках фильма «Эскадрон гусар летучих», разрушили остатки трапезной, главу, ограду; осквернили могилы. Местные жители растаскивали кирпич на строительство.

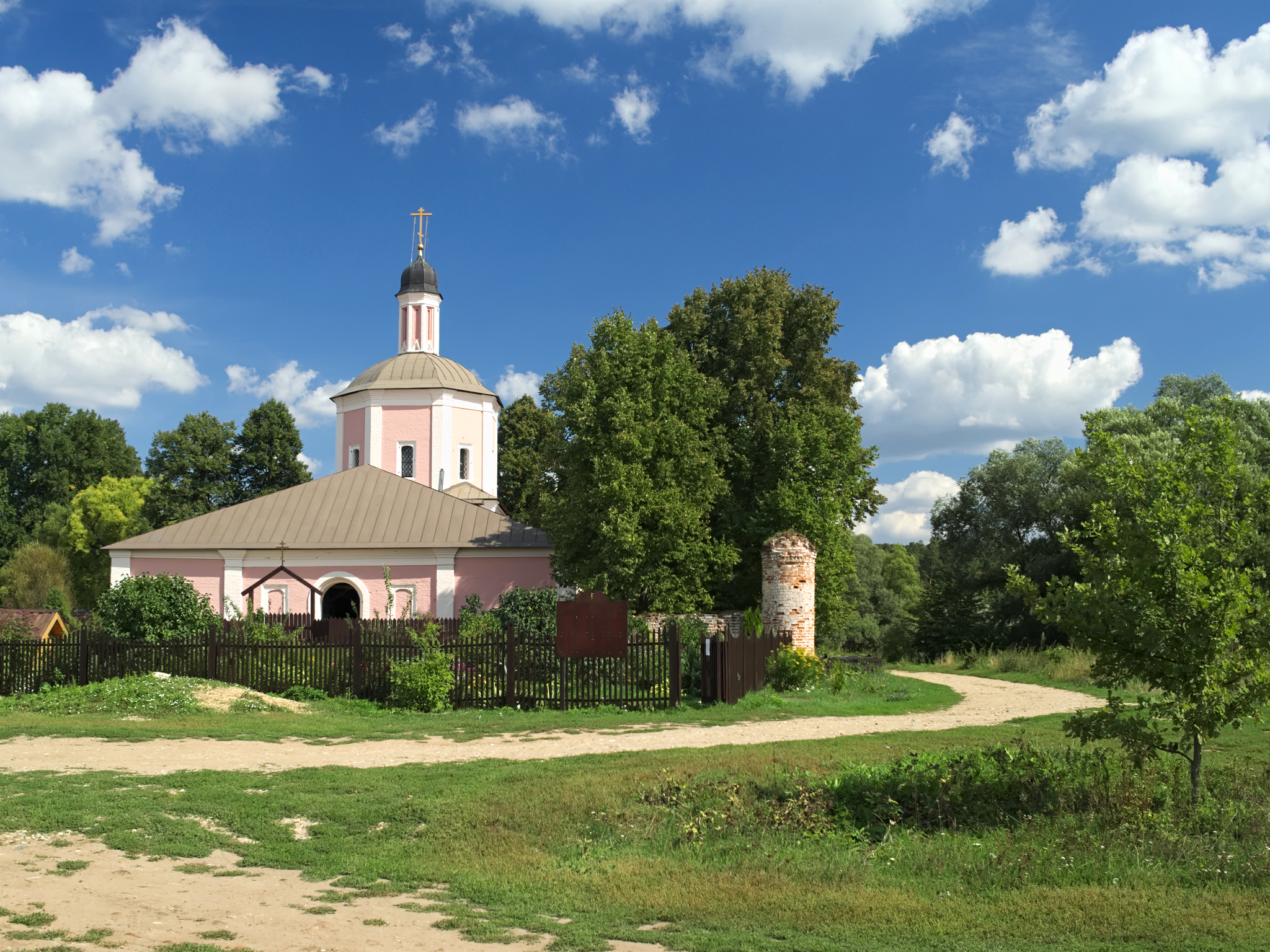
Церковь Воскресения Словущего

Возвращена верующим в 1992 году, в 2000 году установлен крест, затем отреставрировали главный алтарь, в сентябре 2002 года была совершена первая Литургия.